# Império do Divino Espírito Santo de São Mateus do Pico

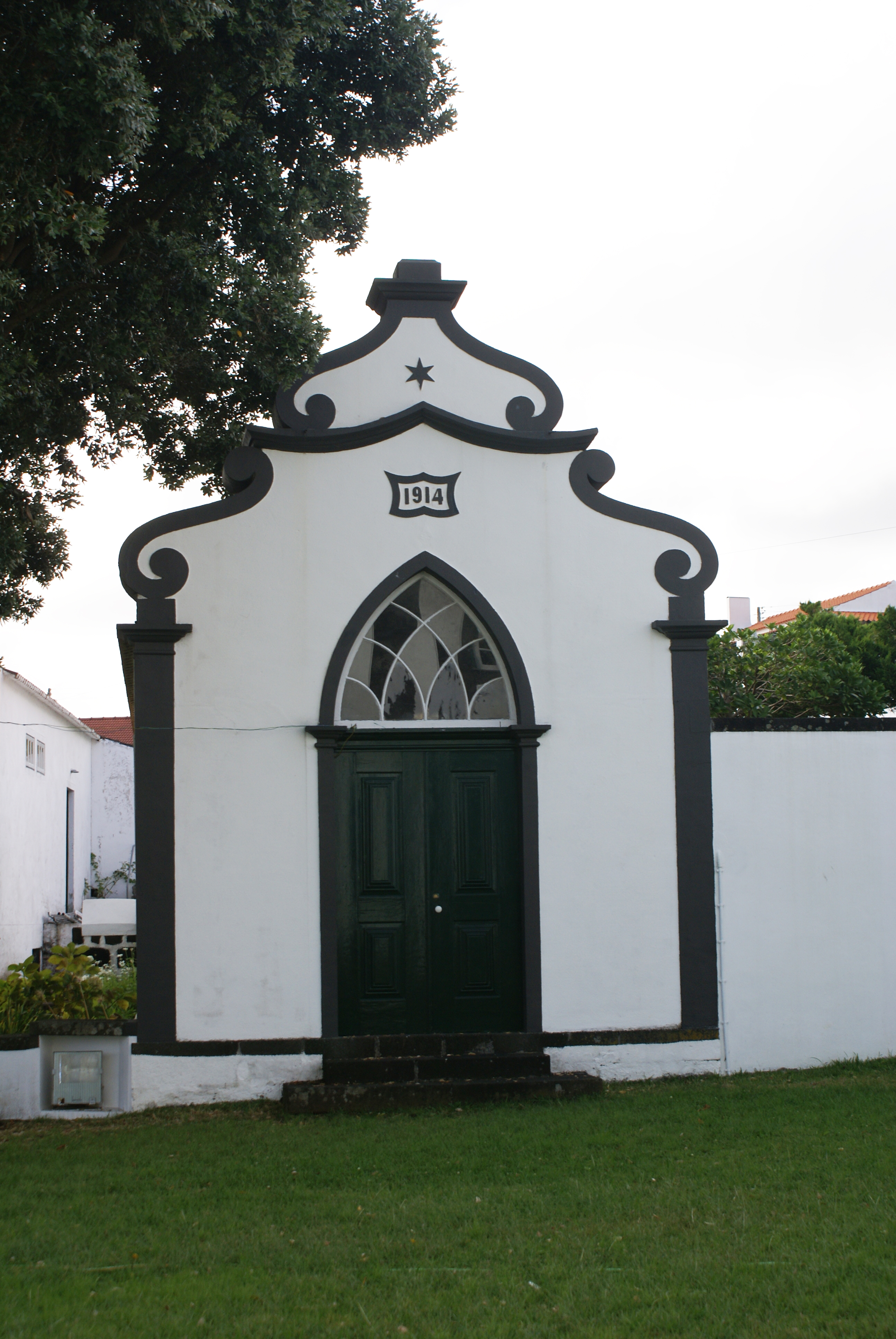
Império do Espírito Santo de São Mateus, fachada.

O Império do Divino Espírito Santo de São Mateus do Pico é um Império do Espírito Santo português que se localiza na freguesia de São Mateus, concelho da Madalena do Pico, ilha do Pico, arquipélago dos Açores.
Este império do Divino foi construído no século XX, mais precisamente em 1914, data que ostenta na fachada.